# The Very Best of Diana Krall
The Very Best of Diana Krall från 2007 är ett samlingsalbum av jazzsångerskan och pianisten Diana Krall.

## Låtlista
1. 'S Wonderful (George Gershwin/Ira Gershwin) – 4:26
2. Peel Me a Grape (Dave Frishberg) – 5:50
3. Pick Yourself Up (Jerome Kern/Dorothy Fields) – 3:01
4. Frim Fram Sauce (Redd Evans/Joe Ricardel) – 5:01
5. You Go to My Head (J. Fred Coots/Haven Gillespie) – 6:47
6. Let's Fall in Love (Harold Arlen/Ted Koehler) – 4:19
7. The Look of Love (Burt Bacharach/Hal David) – 4:41
8. East of the Sun (and West of the Moon) (Brooks Bowman) – 5:46
9. I've Got You Under My Skin (Cole Porter) – 6:09
10. All or Nothing at All (Jack Lawrence/Arthur Altman) – 4:33
11. Only the Lonely (Jimmy Van Heusen/Sammy Cahn) – 4:16
12. Let's Face the Music and Dance (Irving Berlin) – 5:17
13. The Heart of Saturday Night (Tom Waits) – 4:06
14. Little Girl Blue (Richard Rodgers/Lorenz Hart) – 5:38
15. Fly Me to the Moon (Bart Howard) – 5:44

## Originalalbum
All for You (spår 4)
Love Scenes (spår 2, 10)
When I Look in Your Eyes (spår 3, 6, 9, 12)
The Look of Love (spår 1, 5*, 7, 11*)
Live in Paris (spår 8, 15)
The Girl in the Other Room (spår 13*)
From This Moment On (spår 14)
* tidigare outgivna versioner

## Listplaceringar
| Lista (2007) | Topplacering |
| ------------ | ------------ |
| Sverige      | 18           |
| Norge        | 6            |